# 17 Brygada Zmechanizowana (Bundeswehra)
17 Brygada Zmechanizowana (17 Brygada Grenadierów Pancernych) (niem. Panzergrenadierbrigade 17) – zmechanizowany związek taktyczny Bundeswehry.

## Struktura organizacyjna
| Organizacja PzGrenBrig 17 w 1989 | Organizacja PzGrenBrig 17 w 1989    | Organizacja PzGrenBrig 17 w 1989 |
| Godło                            | Pododdział                          | Miejsce stacjonowania            |
| -------------------------------- | ----------------------------------- | -------------------------------- |
|                                  | dowództwo brygady                   | Hamburg-Rahlstedt                |
|                                  | 171 batalion grenadierów pancernych | Hamburg-Rahlstedt                |
|                                  | 172 batalion grenadierów pancernych | Lübeck-Blankensee                |
|                                  | 173 batalion grenadierów pancernych | Hamburg-Rahlstedt                |
|                                  | 174 batalion pancerny               | Hamburg-Rahlstedt                |
|                                  | 175 batalion artylerii              | Hamburg-Rahlstedt                |